# Martinikirche (Netphen)

Die Martinikirche Netphen (1897)

Die Martinikirche ist die evangelisch-reformierten Kirche in Netphen, einer Mittelstadt im Kreis Siegen-Wittgenstein in Nordrhein-Westfalen. Zusammen mit den Gemeinden Dreis-Tiefenbach und Deuz/Rudersdorf bildet sie seit 2022 die evangelisch-reformierte Kirchengemeinde Dreieinigkeit im Kirchenkreis Siegen-Wittgenstein.

## Geschichte
Die Ersterwähnung der Netphener Martinikirche erfolgte 1239 anlässlich der Übertragung der Patronatsrechte an der Kirche an das Stift Keppel durch Graf Heinrich II. von Nassau. Mit Beginn der Reformation schloss sich das Fürstentum Nassau-Dillenburg, dem Netphen angehörte, zunächst dem Luthertum an, um 1579 zum Calvinismus überzutreten. Erst unter Johann Moritz Fürst von Nassau-Siegen wurde 1651 die Nutzung der Netphener Martinikirche durch die katholische und die evangelisch-reformierte Kirchengemeinde in Form eines Simultaneums geregelt, das bis zur Errichtung einer eigenen katholischen Martinikirche im Jahre 1895 bestand. Seither dient die ältere Martinikirche ausschließlich der reformierten Gemeinde als Gottesdienstraum.

## Architektur
Die Netphener Martinikirche vertritt als Wandpfeilerhalle eine regionale Sonderform der westfälischen Hallenkirche, bei der sich die Seitenschiffsjoche über trapezförmigem Grundriss nischenartig zum Mittelschiff öffnen. Die Raumgestaltung erfolgt durch Viereckpfeiler, denen jeweils drei Halbsäulenvorlagen mit Eckknollenkapitellen zugeordnet sind, während sie rückwärtig ohne Zäsur mir sich verbreiternden Gurtbögen zur Außenmauer überleiten. Die Seitenschiffe zeigen einhüftige Stichkappengewölbe, das Mittelschiff besitzt kuppelige Gratgewölbe. Das östliche Mittelschiffsjoch ist zur Hälfte in den Chor einbezogen, die im Innern halbrund gestaltete, nach außen nur risalitartig vortretende Apsis weist eine dreifache Nischung in der Mauerstärke auf.
Auf der Westseite besitzt der in seiner Außenerscheinung schlicht gehaltene Kirchenbau einen massigen Turmbau. Östlich schließt sich an die Apsis eine barocke Kapelle aus dem mittleren 18. Jahrhundert mit Dachreiter an, die während der Zeit des Simultaneums als Marienkapelle der katholischen Gemeinde diente.

## Ausstattung
Zur historischen Ausstattung der Kirche aus der Zeit des Simultaneums gehört die reichgeschnitzte Kanzel von 1696, während das gleichzeitig entstandene Schöffengestühl der Restaurierung von 1968 zum Opfer fiel.

## Orgel
Die mit einem Freipfeifenprospekt ausgestattete pneumatische Kegelladen-Orgel der Martinikirche wurde 1937 von der Firma Paul Faust in Barmen erbaut und 1968 durch die Firma Emanuel Kemper & Sohn restauriert. Die Orgel besitzt die folgende Disposition:
| I Manual C–g3 |           |    |
| 1.            | Principal | 8′ |
| 2.            | Holzflöte | 8′ |
| 3.            | Nachthorn | 4′ |
| 4.            | Schwiegel | 2′ |

| II Manual C–g3 |                  |    |
| 5.             | Liebliche Bordun | 8′ |
| 6.             | Salcional        | 8′ |
| 7.             | Prästant         | 4′ |
| 8.             | Blockflöte       | 2′ |
| 9.             | Mixtur II–III    |    |

| Pedal C–f1 |              |     |
| 10.        | Subbaß       | 16′ |
| 11.        | Stillgedeckt | 16′ |
| 12.        | Octavbaß     | 08′ |
| 13.        | Choralbaß    | 04′ |

- Koppeln: II/I, II 16′/I, II 4′/I, I/P, II/P
- Spielhilfen: Piano, Tutti, Crescendowalze